# Rhyacia pretiosa
Rhyacia pretiosa là một loài bướm đêm trong họ Noctuidae.